# Stahlnetz: Rehe
Rehe ist der 18. Kriminalfilm der Fernsehreihe Stahlnetz. Die deutsche Erstausstrahlung erfolgte am 16. Juni 1964 im Ersten Programm der ARD.

## Handlung
Willy Funke beobachtet den 6-jährigen Uwe Teichert beim Verlassen eines Grundstücks in Stuttgart-Degerloch und spricht ihn an. Er könne ihm Rehe aus nächster Nähe zeigen. Der neugierige und arglose Junge lässt sich von ihm auf dem Fahrrad mitnehmen und sie fahren in ein entfernt liegendes Waldstück. Als Uwe zum Mittagessen nicht zu Hause erscheint, ruft der Vater die Polizei an, doch die vertröstet ihn, er solle noch zwei Stunden warten, Uwe könne in dem Alter sicher die Uhr noch nicht lesen. Am Abend hat er ein Gespräch mit Kommissarin Martin von der weiblichen Kriminalpolizei und schildert ihr Uwes Tagesablauf bis zum Verschwinden. Währenddessen ruft Funke bei den vermeintlichen Eltern Uwes an, muss aber erkennen, dass er den Jungen offenbar nicht das eigene Grundstück hat verlassen sehen. 
Am nächsten Tag berichten die Zeitungen vom Verschwinden des Jungen. Funke kennt nun den richtigen Namen, ruft bei Teichert an und fordert 15.000 D-Mark, wenn er seinen Jungen wiedersehen wolle. Die Polizei solle er aus dem Spiel lassen. Trotzdem setzt sich Teichert mit Kommissarin Martin in Verbindung und unter Leitung von Kommissar Berenthin wird der gesamte Polizeiapparat mobilisiert. Teicherts Telefon wird ab sofort überwacht, Beamte bewachen das Grundstück rund um die Uhr, zwei Kollegen Berenthins sind ständig im Haus. Funke ruft wiederholt bei Teichert an, um Details der Geldübergabe zu besprechen. Die Polizei kann die Gespräche mitschneiden, aber nicht ermitteln, von wo aus sie geführt wurden. 
Funke versteckt in einer ländlichen Gegend einen Brief, in dem steht, wo Teichert das Lösegeld hinterlegen soll. Die Wörter hat er aus Zeitungen ausgeschnitten und auf Papier geklebt. Teichert holt diesen Brief ab und bringt, beschattet von mehreren Beamten, das Geld an die genannte Stelle, doch auch nach Stunden ist niemand erschienen, um es abzuholen.
Kurze Zeit darauf wird die Leiche des Jungen gefunden. Offenbar hat Funke Uwe noch am Tag der Entführung umgebracht. Er meldet sich erneut, spricht davon, dass er das Lösegeld mit zwei anderen Leuten teilen müsse und gibt Teichert einen neuen Ort an, an dem er das Geld platzieren soll. Die Polizei wähnt sich nun im Vorteil, da sie keine Rücksicht mehr nehmen muss. Diesmal hinterlegt ein Kriminalbeamter, der Teichert in Statur und Größe ähnelt, das Lösegeld, allerdings ist das Paket präpariert und enthält überdies nur Zeitungspapier. Doch auch dieses Mal hat die Polizei das Nachsehen. Zwar ist Funke in der Nähe des Übergabeortes, doch die Funken der in der Nähe fahrenden Zahnradbahn lassen ihn glauben, es handele sich um das Blaulicht eines Streifenwagens und er verschwindet.
Die Ermittler sehen nur noch eine Möglichkeit, den Täter zu erwischen: Sie veröffentlichen die bei den Telefonaten mitgeschnittene Stimme Funkes über den Rundfunk, in der Hoffnung, dass sie jemand erkennt. Unter den zahlreichen Hinweisen findet sich auch mehrfach der Name Willy Funke. Die Kommissare Waitl und Baumann suchen ihn auf, treffen ihn aber nicht an. Sie verschaffen sich Zutritt zur Wohnung und finden im Ofen angekohlte Zeitungen, aus denen Buchstaben und Wörter ausgeschnitten wurden. Als Funke nach Hause kommt, nehmen die Beamten ihn fest.

## Sonstiges
Der Film entstand in Zusammenarbeit mit der Kriminal- und Schutzpolizei von Stuttgart. Gedreht wurde an Originalschauplätzen und im Studio Hamburg. Die Bauten stammten von Albrecht Becker. Es gibt zwei Off-Sprecher: In der Einleitung spricht Hans-Günter Martens, später übernimmt Heinz Engelmann als Kommissar Berenthin diesen Part.
Der tatsächliche Fall ereignete sich 1958. Der Täter war geständig und erhängte sich im Untersuchungsgefängnis. 
Die Ausstrahlung dieser Folge war für den 3. März 1963 vorgesehen. Allerdings begann in jenen Tagen ein Gerichtsprozess wegen eines ähnlichen Verbrechens, weshalb der Film erst über drei Monate später gesendet wurde.
Nach Angaben von Funke-Darsteller Siegurd Fitzek wurde er noch lange Zeit für den tatsächlichen Täter gehalten.
Die Episode ist in einer 2013 erschienenen DVD-Box mit sämtlichen Stahlnetz-Folgen enthalten.